# 茨城県道256号鹿島港潮来インター線

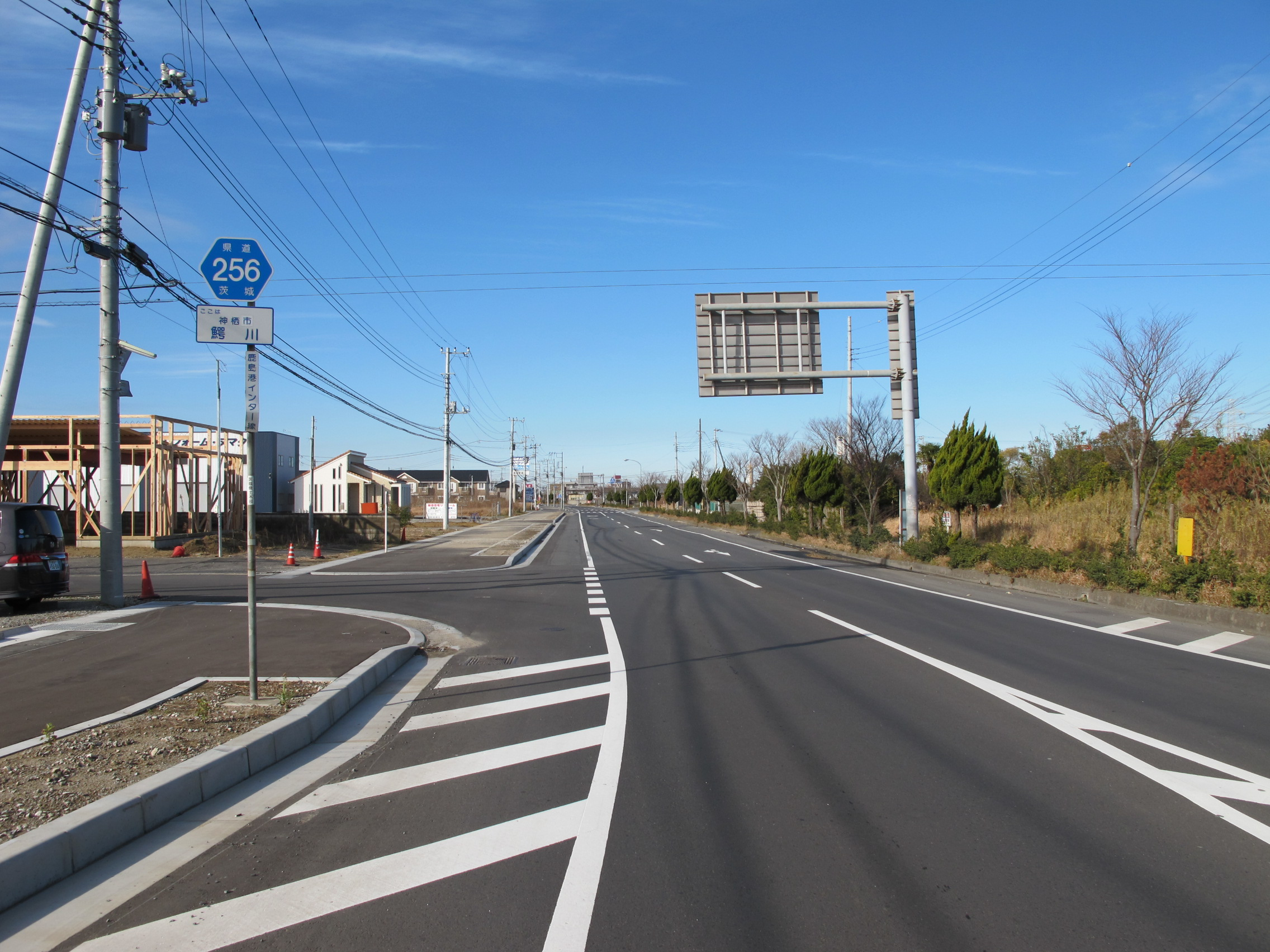
茨城県道256号鹿島港インター線
神栖市鰐川（2013年1月）

茨城県道256号鹿島港潮来インター線（いばらきけんどう256ごう かしまこういたこインターせん）は、茨城県神栖市内の一般県道である。

## 概要
鹿島港の北公共埠頭付近から西方向へ向かい東関東自動車道の潮来インターチェンジ（IC）を連絡する一般県道である。神栖市掘割の掘割川交差点で国道124号と交差する。神栖市内の居切 - 下幡木の区間が本路線であるが、下幡木の鰐川橋から潮来ICへは茨城県道50号水戸神栖線にてアクセスすることとなる。東関東自動車道と鹿島臨海工業地帯の鹿島港とを結ぶ連絡道路として、流通上における重要な産業道路でもある。

### 路線データ
- 起点：茨城県神栖市居切字外見取1230-8番地先（茨城県道239号粟生木崎線交点）[1]
- 終点：茨城県神栖市下幡木字淵ノ内599-1番地先（茨城県道50号水戸神栖線交点、鰐川橋交差点）[2]
- 総延長：2.659 km[3]
- 重用延長：0.063 km[3]
- 未供用延長：なし[3]
- 実延長：2.596 km[3]
- 自動車交通不能区間延長[注釈 1]：なし[3]

## 歴史
1975年（昭和50年）5月29日、新規県道路線として起点を神栖町大字居切、終点を潮来町大字延方とする区間が県道鹿島港潮来インター線（整理番号400）として認定された。路線認定後に道路整備が進められ、1991年（平成3年）に全線が開通した。1995年（平成7年）に、整理番号256に変更されて現在に至る。

### 年表
- 1975年（昭和50年）5月29日：鹿島港潮来インター線（整理番号400）が認定される[4]。
- 1980年（昭和55年）3月3日：都市計画道路 溝口鰐川線の都市計画決定について建設大臣認可（建設省告示第212号）[5]。
- 1987年（昭和62年）
  - 1月19日：鹿島郡神栖町大字居切 - 神栖町大字下幡木（延長2.027 km）を道路区域に決定する[1]。
  - 1月20日：神栖町大字居切（起点） - 神栖町大字鰐川の区間を部分供用開始[6]。
  - 11月20日：潮来インターチェンジが供用される。
- 1990年（平成2年）11月1日：神栖町大字下幡木地内で終点・水郷有料道路交点まで、道路区域を西側へ650 m延伸[2]。
- 1991年（平成3年）3月11日：神栖町大字鰐川 - 大字下幡木（終点・水郷有料道路交点）の残存区間供用開始により、全線開通[7]。
- 1995年（平成7年）3月30日：整理番号400から現在の番号（整理番号256）に変更される[8]。
- 2000年（平成12年）4月1日：神栖町大字居切 - 神栖町大字下幡木の全区間が、通行する車両の最大重量限度25トンの道路に指定される[9]。
- 2019年（令和元年）7月31日：全線を、通行する車両の高さの最高限度4.1 mの道路、および国際コンテナ車[注釈 2]の重量・長さ上限を引き上げる道路に指定[10]。

## 路線状況
茨城県道239号粟生木崎線交点（起点） - 国道124号交点（「掘割川」交差点）までの区間は対向4車線、国道124号交点 - 茨城県道50号水戸神栖線交点までの区間は対向2車線あり、一般車の他に鹿島臨海工業地帯の物流関係の大型車が数多く通行する。全区間が大型車の通行にも対応できる十分な幅員があり歩道車道ともに整備状況は良好である。2011年3月11日の東日本大震災で、国道124号交点である「掘割川」交差点から西側の神栖市鰐川地内で液状化現象により路面が波打ち、起点の交差点では津波により掘割川側の道路が陥没するなど被災したが、翌年に被災した道路の補修が完了している。
道路法の規定に基づき、神栖市居切（一般県道粟生木崎線交差） - 同市下幡木（鰐川橋交差点）間は、緊急輸送道路として機能を維持するため、災害発生時の被害拡大防止を目的に道路用地内に電柱を建てることが制限されている。

## 地理
平坦な低地にほぼ直線の線形で道路が延びている。掘割川交差点西側の神栖市鰐川地区は、軟弱な地盤の上に海抜が低く水はけの悪い土地柄で、稀に集中豪雨などで大雨が降ると道路が冠水してしまい通行止めとなることがある。起点から国道124号交点までの区間に沿って、江戸時代末期から明治初期にかけて水害対策のために築かれ、かつて北浦から鹿島灘へ注ぐ人工排水路であった掘割川の遺構を見ることができる。

### 通過する自治体
- 神栖市

### 交差する道路
- 茨城県道239号粟生木崎線（神栖市居切・起点）
- 国道124号（神栖市堀割3丁目、堀割川交差点）
- 茨城県道260号谷原息栖東庄線（神栖市下幡木、下幡木交差点）
- 茨城県道50号水戸神栖線（終点）